# Rudolph Seiden
Rudolph Seiden (Langenwang, 13 de Agosto de 1900 — Kansas City (Missouri), 12 de Junho de 1965) foi um químico austriaco radicado nos Estados Unidos.
Seiden estudou Direito em Viena e se graduou na Universidade Técnica de Viena. Em 1924 casou-se com Juliette Niswizski; tiveram dois filhos. De 1928 até 1931, trabalhou para a revista Neue Freie Presse. Em 1935, Seiden emigrou para os Estados Unidos onde recebeu cidadania em 1941. Trabalhou como escritor livre e para revistas científicas químicas. A partir de 1938 foi vice-presidente de produção e pesquisa dos Laboratórios de Haver-Lockhart na cidade de Kansas City (Missouri), e Diretor da Coru King Company. Também era membro da Sociedade Americana de Química. Como ativista sionista, ele escreveu para as revistas Morgenzeitung, Die Stimme, Die Jüdische Rundschau e Palästina.